# Melitaea sylleion
Melitaea sylleion är en fjärilsart som beskrevs av Hans Fruhstorfer 1917. Melitaea sylleion ingår i släktet Melitaea och familjen praktfjärilar. Inga underarter finns listade i Catalogue of Life.